# 石井米雄
石井米雄（1929年10月10日—2010年2月12日）是一位日本历史学家，专供东南亚研究。

## 生平
1929年出生在日本东京，在老师的推荐下学习泰语，1953年考入东京外国语大学，1957年前往泰国朱拉隆功大学，期间曾在寺庙出家修行。完成学业后并日本驻泰国大使馆招聘并为其服务七年。1963年回到日本教授东南亚课程。1965年京都大学副教授，1968年成为教授。曾经多次出访柬埔寨，老挝，泰国和越南并研究当地文化。1990年担任上智大学教授。

## 荣誉
1994年被授予福冈亚洲文化奖 1995年被授予紫绶褒章，2000年被选为文化功劳者2008年被授予瑞宝章。
2010年2月12日因肝衰竭逝世。